# Яньес, Агустин
Агусти́н Я́ньес Дельгади́льо (исп. Agustín Yáñez Delgadillo, 4 мая 1904 года, Гвадалахара, штат Халиско — 17 января 1980 года, Мехико) — мексиканский писатель

 и политик, занимал должности губернатора штата Халиско и министра народного образования при президенте Густаво Диасе Ордасе. Автор нескольких романов и повестей. Лауреат национальной литературной премии Мексики (1973, «Premio Nacional de las Letras»). Согласно Энциклопедии латиноамериканской и карибской литератур (1900—2003 гг., редакторы Даниель Бальдерстон, Майк Гонсалес, стр. 616), «Аль фило дель агуа» («Перед ливнем») повсеместно признан его шедевром. Роман переведен на русский язык.

## Образование и педагогическая деятельность
Яньес изучал право в Юридической школе Гвадалахары («Escuela de Jurisprudencia de Guadalajara») и философию в Национальном автономном университете Мексики (UNAM). На протяжении своей жизни он занимал несколько педагогических должностей. Был профессором Женской педагогической школы Гвадалахары («Escuela Normal para Señoritas de Guadalajara») с 1923 по 1929 год, преподавал в средней школе Хосе Паса Камачо (исп. Preparatoria José Paz Camacho) с 1926 по 1929 год, в средней школе Университета Гвадалахары (Preparatoria de la Universidad de Guadalajara) с 1931 по 1932 год, в Национальной подготовительной школе («Escuela Nacional Preparatoria») с 1932 по 1953 год, в университете UNAM с 1942 по 1953 год и снова с 1959 по 1962 год.

## Политическая карьера
Агустин Яньес был членом Институционально-революционной партии (PRI). Он занимал пост губернатора Халиско с 1953 по 1959 год, заместителя секретаря президента республики с 1962 по 1964 год и министра народного образования с 1964 по 1970 год. Агустин Яньес возглавлял мексиканскую делегацию, принявшей участие в 11-й Генеральной ассамблее ЮНЕСКО в 1960 году.

## Творчество
Известность в литературе принёс Яньесу роман «Перед ливнем» (1947) о жизни мексиканской провинции накануне Мексиканской революцией 1910‒1917 годов, круто изменившей жизнь общества. В романе показана внутренняя взаимосвязь событий, происходивших в глухом уголке страны, и будущих революционных потрясений. Роман Яньеса открыл современный этап мексиканской реалистической прозы. Остросоциальные романы (дилогия) «Щедрая земля» (1960) и «Худые почвы» (1962) также посвящены мексиканской провинции.

## Сочинения

### Эссе
- Fray Barlolomé de las Casas, el conquistador conquistado (1942)
- El contenido social de la literatura iberoamericana (1943)
- Alfonso Gutiérrez Hermosillo y algunos amigos (1945)
- El clima espiritual de Jalisco (1945)
- Fichas mexicanas (1945)
- Yahualica (1946)
- Discursos por Jalisco (1958)
- La formación política (1962)
- Moralistas franceses (1962)
- Proyección universal de México (1963)
- Días de Bali (1964)
- Conciencia de la revolución (1964)
- Dante, concepción integral del hombre y de la historia (1965)
- Discursos al servicio de la educación pública (1964,1965,1966)

### Повести
- Por tierras de Nueva Galicia (1928)
- Baralipton (1931)
- Espejismo de Juchitán (1940)
- Genio y figuras de Guadalajara (1941)
- Flor de juegos antiguos (1942)
- Esta es mala suerte (1945)
- Melibea, Isolda y Alda en tierras cálidas (1946)
- Los sentidos del aire, Episodios de Navidad (1948)
- Tres cuentos (1964)

### Романы
- Archipiélago de mujeres (1943)
- Pasión y convalecencia (1943)
- Перед ливнем / Al filo del agua (1947) (пер. на рус.)
- Творчество / La creación (1959)
- Щедрая земля / La tierra pródiga (1960)
- Ojerosa y pintada (1960)
- Худые почвы / Las tierras flacas (1962)
- Perseverancia final (1967)
- Las vueltas del tiempo (1973)
- La ladera dorada (1978)
- Santa Anna, espectro de una sociedad (1981 concluded AD)